# Richard Schweiker

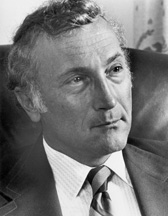
Richard Schweiker

Richard Schultz Schweiker, född 1 juni 1926 i Norristown, Pennsylvania, död 31 juli 2015 i Pomona, New Jersey, var en amerikansk republikansk politiker.
Han tjänstgjorde i USA:s flotta i andra världskriget. Han avlade 1950 sin grundexamen vid Pennsylvania State University. Han avancerade sedan snabbt i affärsvärlden och blev verkställande direktör för American Olean Tile Company.
Schweiker var ledamot av USA:s representanthus 1961-1969 och ledamot av USA:s senat från Pennsylvania 1969-1981.
Medan de republikanska primärvalen inför presidentvalet i USA 1976 ännu var i gång, lovade Ronald Reagan att Schweiker skulle bli hans vicepresidentkandidat om Reagan blev republikanernas presidentkandidat. President Gerald Ford vann dock primärvalen men förlorade sedan presidentvalet tillsammans med sin vicepresidentkandidat Bob Dole.
Schweiker tjänstgjorde som USA:s hälsominister under president Reagan 1981-1983.